# Harry MacGregor Woods
Harry MacGregor Woods (* 4. November 1896 in North Chelmsford, Massachusetts als Henry MacGregor Woods; † 14. Januar 1970 in Glendale, Arizona) war ein US-amerikanischer Musiker, Komponist und Liedtexter. Er schrieb den Song „Try a Little Tenderness“.

## Leben und Wirken
Woods’ Mutter, eine Konzertsängerin, brachte ihm früh das Klavierspiel bei. Er wurde ohne Finger an der rechten Hand geboren und legte sich eine spezielle Akkord-Anschlagtechnik zu. Nach seinem Studium an der Harvard University zog Woods nach Cape Cod und fing zunächst ein Leben als Farmer an. Während des Ersten Weltkrieges begann er Songs zu schreiben, als er in der Army diente. Nach seiner Dienstentlassung zog er nach New York und startete seine erfolgreiche Karriere als Songwriter. Sein erster Erfolg war der Song „I’m Goin’ South“, den er 1923 mit Abner Silver schrieb; er erreichte Platz zwei in den Musik-Charts in der Version von Al Jolson. Ebenfalls in diesem Jahr erschien „Paddlin’ Madeleine Home“, das von Cliff Edwards 1925 in dem Musical Sunny gesungen wurde und auf Platz drei der Billboard Charts stieg.
Im Jahr 1926 hatte sich Harry M. Woods als Songwriter auf der Tin Pan Alley etabliert. Bekannt wurde auch sein Song „When the Red Red Robin Comes Bob Bob Bobbin’ Along“ als Hit von Paul Whiteman, „Whispering“ Jack Smith, Cliff Edwards und den Ipana Troubadors. Al Jolson erlangte mit diesem Titel Platz eins der Billboard-Charts. 1953 wurde der Song von Doris Day gesungen. 1927 erschien sein nächster großer Hit, „I’m Looking Over a Four Leaf Clover“ mit dem Text von Mort Dixon.
1929 begann Woods für Hollywood-Musicals wie The Vagabond Lover, A Lady’s Morals, Artistic Temper, Aunt Sally, Twentieth Century, Road House, Limelight, It’s Love Again, Merry Go Round of 1938 und She’s For Me zu schreiben. Im Jahr 1934 zog er nach London, wo er drei Jahre für das britische Filmstudio Gaumont arbeitete, so für die Filme Jack Ahoy und Evergreen. Im selben Jahr entstand der Klassiker „What a Little Moonlight Can Do“ für den Film Roadhouse. Im Jahr 1945 zog sich Harry M. Woods weitgehend aus der Musikszene zurück; er starb 1970 bei einem Autounfall.

## Bekannte Songs
Harry M. Woods schrieb und komponierte die meisten seiner Songs; er arbeitete aber auch mit Mort Dixon, Al Sherman, Howard Johnson, Arthur Freed, Rube Bloom und Gus Kahn zusammen. Er schrieb „I’m Looking Over a Four Leaf Clover“, „I’m Goin’ South“, „Just a Butterfly that’s Caught in the Rain“, „Side by Side“, „My Old Man“, „A Little Kiss Each Morning“, „Heigh-Ho, Everybody, Heigh-Ho“, „Man From the South“, „River Stay 'Way from My Door“, „When the Moon Comes Over the Mountain“, „We Just Couldn’t Say Goodbye“, „Just and Echo in the Valley“, „A Little Street Where Old Friends Meet“, „You Ought to See Sally on Sunday“, „Hustlin’ and Bustlin’ for Baby“, „What a Little Moonlight Can Do“, „Try a Little Tenderness“, „I’ll Never Say ‘Never Again’ Again“, „Over My Shoulder“, „Tinkle Tinkle Tinkle“, „When You've Got a Little Springtime in Your Heart“. „The Man from the South“ und „I Nearly Let Love Go Slipping Through My Fingers“.